# Алтухов, Павел Сергеевич
Па́вел Серге́евич Алтухо́в (укр. Павло Сергійович Алтухов; 23 декабря 1995, Хмельницкий) — украинский гребец-каноист, выступает за сборную Украины начиная с 2014 года. Участник летних Олимпийских игр в Рио-де-Жанейро, дважды бронзовый призёр чемпионатов Европы, многократный победитель и призёр регат национального значения, мастер спорта международного класса.

## Биография
Павел Алтухов родился 23 декабря 1995 года в городе Хмельницком, Украина. Активно заниматься греблей начал с раннего детства, проходил подготовку в хмельницкой детско-юношеской спортивной школе под руководством своего деда, известного тренера Сергея Леонтьевича Жиляева.
Впервые заявил о себе в 2012 году, став чемпионом Украины среди юниоров и выиграв две золотые медали на юниорском чемпионате Европы. Год спустя вновь был лучшим на украинских и европейских первенствах юниоров, кроме того, добавил в послужной список бронзовую медаль, полученную на юниорском чемпионате мира. В 2014 году побеждал на молодёжном уровне — чемпион Украины, бронзовый призёр европейских и мировых первенств. Тогда же дебютировал на соревнованиях взрослых спортсменов, выступил на чемпионате Европы в немецком Бранденбурге и на чемпионате мира в Москве — был здесь близок к призовым позициям, оба раза финишировал четвёртым. 
Первого серьёзного успеха на взрослом международном уровне добился в сезоне 2015 года, когда попал в основной состав украинской национальной сборной и побывал на чемпионате Европы в чешском Рачице, откуда привёз две награды бронзового достоинства, выигранные в программе каноэ-одиночек на километровой и полукилометровой дистанциях (в первом случае уступил немцу Себастьяну Бренделю и поляку Томашу Качору, во втором случае пропустил вперёд чеха Мартина Фуксу и россиянина Михаила Павлова). При этом на чемпионате мира в Милане занял четвёртое место, немного не дотянув до призовых позиций.
8 июля 2013 года награжден Правительственной наградой — Почетной Грамотой Кабинета Министров Украины.
Благодаря череде удачных выступлений удостоился права защищать честь страны на летних Олимпийских играх 2016 года в Рио-де-Жанейро. Стартовал здесь в зачёте одиночных каноэ на дистанции 1000 метров — с четвёртого места квалифицировался на предварительном этапе, затем на стадии полуфиналов стал вторым, уступив на финише только россиянину Илье Штокалову, после чего в решающем финальном заезде показал пятое время — отстал от победившего Себастьяна Бренделя на 4,66 секунды.